# Carl Oberg
Carl Oberg (27 de enero de 1897-3 de junio de 1965) fue un funcionario alemán de las SS durante la era nazi . Se desempeñó como obergruppenführer de las SS y la policía (HSSPF) en la Francia ocupada, desde mayo de 1942 hasta noviembre de 1944, durante la Segunda Guerra Mundial, Oberg llegó a ser conocido como el Carnicero de París .
A partir de mayo de 1942, bajo las órdenes de Reinhard Heydrich , Oberg ordenó la ejecución de cientos de rehenes y la redada y deportación de más de 40 000 judíos de Francia a campos de exterminio, el más infame durante la redada de Vel' d'Hiv (Redada del Velódromo de Invierno) con la ayuda de los policías  franceses de Vichy.
Detenido por la policía militar estadounidense en Tirol en julio de 1945, Oberg fue condenado a muerte por dos tribunales diferentes: británico y francés antes de ser entregado a los franceses. En 1958, su sentencia de muerte fue conmutada por cadena perpetua y luego reducida a 20 años de trabajos forzados . Oberg finalmente fue puesto en libertad el 28 de noviembre de 1962 y perdonado por el presidente Charles de Gaulle. Murió en Alemania Occidental el 3 de junio de 1965.